# Sébastien Vieilledent
Sébastien Jean Servais Vieilledent (Cannes, 26 de agosto de 1976) es un deportista francés que compitió en remo.
Participó en tres Juegos Olímpicos de Verano, entre los años 1996 y 2004, obteniendo una medalla de oro en Atenas 2004, en la prueba de doble scull.
Ganó dos medallas en el Campeonato Mundial de Remo, en los años 2001 y 2003.

## Palmarés internacional
| Juegos Olímpicos   | Juegos Olímpicos | Juegos Olímpicos | Juegos Olímpicos |
| Año                | Lugar            | Medalla          | Prueba           |
| ------------------ | ---------------- | ---------------- | ---------------- |
| 2004               | Atenas (Grecia)  | Medalla de oro   | Doble scull      |
| Campeonato Mundial |                  |                  |                  |
| Año                | Lugar            | Medalla          | Prueba           |
| 2001               | Lucerna (Suiza)  | Medalla de plata | Doble scull      |
| 2003               | Milán (Italia)   | Medalla de oro   | Doble scull      |